# David Křížek
David Křížek (* 25. června 1972 Plzeň) je český jachtař, který se závodnímu jachtingu věnuje od 10 let.

## Sportovní úspěchy
Za svoji kariéru získal 48 medailí z Mistrovství ČR v různých lodních třídách, z toho 30 mistrovských titulů. Zúčastnil se celé řady mezinárodních závodů a stal se členem SECTOR No Limits, sdružení nejextrémnějších sportovců světa.
Celkem čtyřikrát přeplul Atlantský oceán. V závodě osamělých mořeplavců z Francie do Brazílie – Transat 6,50 vybojoval bronzovou medaili. V letech 1997–1999 absolvoval olympijskou kampaň v lodní třídě 49er a v letech 1999–2000 v průběhu půl roku 2x přeplul Atlantský oceán. Jedenkrát na ultralehkém nafukovacím šestimetrovém katamaránu SECTOR. Postupně se zařadil mezi nejvšestrannější české jachtaře. Získal zkušenosti na okruhových plachetnicích, v námořním jachtingu na lodích všech velikostí, ale také v taktických závodech team a match racingu. S týmem RODOP vybojoval bronz na mistrovství Evropy 2004.

## Profesní počiny
Ve Sportovním centru mládeže, které spoluzakládalStal se stal profesionálním trenérem jachtingu. Je autorem celé koncepce a metodických postupů. Vytvořil interaktivní tréninkové deníky, které pak s úspěchem převzaly i další sportovní odvětví. Podílel se na přípravě řady reprezentantů a budoucích olympioniků. Stal se osobním trenérem Lenky Šmídové v závodech světového poháru, na MS 2004 a na Letních olympijských hrách 2004 v Athénách, kde získala stříbrnou olympijskou medaili. O rok později byl trenérem národního reprezentačního týmu.
Založil společnost Czech Ocean Team s.r.o., která se zabývá realizací jachtařských projektů. V roce 2006 a 2007 rozběhl projekt ATLANTIK MINITRANSAT, sólový oceánský jachting na 6,5m plachetnici. Jako první Čech se kvalifikoval na legendární závod osamělých mořeplavců Transat 6,50 (La Rochelle Francie - Salvador de Bahia Brazílie), kde získal bronzovou medaili. V roce 2008 absolvoval oceánský závod profesionálních dvojic Transat ag2r na lodi Figaro Beneteau, kterého se zúčastnil společně s Philem Sharpem ze Spojeného království. Během závodu posádka 2× získala trofej za 24hodinový rychlostní rekord.

## David, muž mnoha tváří
V listopadu 2008 vydal David Křížek svoji první dobrodružnou knihu o přípravě a vlastní účasti v legendárním závodě Transat 6,50 - Dnem i nocí Atlantikem. O 4 roky později vyšlo její pokračování, které vypráví o účasti v závodě profesionálních dvojic Transat ag2r Dnem i nocí Atlantikem II.
Několik let David Křížek závodil s týmem Tři sestry, se kterým dosáhl řady mezinárodních úspěchů, včetně 2. a 3. místa v absolutním pořadí v závodě Rolex Middle Sea Race (celkem se regaty zúčastnil 8krát). Jako doprovodnou třídu měl jachtařský skiff RS700. V této třídě vydržel 3 roky bez porážky. Na mezinárodní scéně vybojoval 3. místo na mistrovství Evropy. Přesto jeho největší zálibou jsou katamarány. S kosatníkem Zdeňkem Adamem získal úspěchy nejen na domácích vodách, ale především ve světě. Posádka CK FISCHER vybojovala 4. místo na mistrovství světa a mistrovství Evropy. V roce 2014 začal Křížek také s ledním jachtingem a hned ve druhém závodě dokázal získat stříbro z mistrovství republiky.

## Současnost
Nyní se David věnuje závodění na foilujících (létajících) katamaránech A-Cat a Flying Phantom, kde se společně s Milanem Harmáčkem, Zdeňkem Adamem a Martinem Krsičkou zúčastňují světové série a poté i Flying Phantom Extreme Sailing Series, ve které obsadili v roce 2017 deváté a v roce 2018 páté místo. V roce 2020 vyhrál se Zdeňkem Adamem MČR ve třídě Catamaran Open.
Český svaz jachtingu prodloužil Davidovi Křížkovi pracovní smlouvu a bude na další čtyři roky trenérem Sportovního centra mládeže lodní třídy 29er.
Za účast na tunelování Metropolitního spořitelního družstva v roli bílého koně byl v květnu 2021 Vrchním soudem v Praze odsouzen ke třem a půl roku vězení. Trest byl na podzim roku 2022 prodloužen na 5 let vězení. Trest vykonával ve věznici ve Stráži pod Ralskem. Z výkonu tohoto trestu byl 24. dubna 2023 podmíněně propuštěn Okresním soudem v České Lípě se zkušební dobou 5 let.